# Takuo Miyagishima
Takuo "Tak" Miyagishima (* 15. März 1928 in Gardena, Kalifornien; † 4. August 2011) war ein US-amerikanischer Entwicklungsingenieur für Panavision.

## Leben
Miyagishima wurde in Gardena als Sohn japanischer Einwanderer aus Shizuoka geboren und wuchs in Long Beach und Terminal Island auf. Später zog die Familie nach Utah.
1954 begann er bei Panavision zu arbeiten, wo er für die Entwicklung von Filmkameras und Linsen zuständig war.

## Auszeichnungen
Miyagishima erhielt 1991 und 1999 den Oscar für technische Verdienste, ebenso 1991 die Fuji Gold Medal.
1999 wurde ihm von der Academy of Motion Picture Arts and Sciences die John A. Bonner-Medaille verliehen. Im selben Jahr erhielt er von der American Society of Cinematographers den ASC President’s Award.
Bei der 77. Oscarverleihung erhielt er 2005 den Gordon E. Sawyer Award.